# Marine Pervier
Marine Pervier, née le 1er février 1990 à Nantes, est une ancienne footballeuse française qui évoluait au poste de milieu de terrain.

## Biographie
Évoluant au poste de milieu de terrain, elle commence sa carrière professionnelle au Montpellier Hérault Sport Club. Elle évolue dans ce club de 2005 à 2013.
Elle joue ensuite pendant trois saisons avec le club de Nîmes, en Division 2 puis en Division 1.
Le 27 juin 2016, elle s'engage pour deux saisons en faveur du club de Guingamp.

## Statistiques et palmarès
Alors qu'elle fait sa première apparition dans le groupe professionnel à seulement 16 ans, elle ne joue qu’occasionnellement dans l'équipe première lors de ses deux premières saisons. C'est à partir de la saison 2008-2009 qu'elle se fait vraiment une place dans l'équipe du Montpellier Hérault SC participant au titre de vice-championne de Division 1 en 2009 et aux finales du Challenge de France en 2010 et en 2011.
Cependant, à la suite de sa grave blessure en 2009, elle est beaucoup moins appelée par Sarah M'Barek pour jouer avec l'équipe première. En 2012, elle participe à la finale de la Coupe de France, perdue face à l'Olympique lyonnais sur le score de deux buts à un.
| Saison                | Club                  | Championnat           | Championnat | Championnat | Coupe(s) nationale(s) | Coupe(s) nationale(s) | Total | Total |
| Saison                | Club                  | Division              | M.          | B.          | M.                    | B.                    | M.    | B.    |
| 2005-2006             | Montpellier HSC       | Division 1            | 1           | 0           | -                     | -                     | 1     | 0     |
| 2006-2007             | Montpellier HSC       | Division 1            | 1           | 0           | -                     | -                     | 1     | 0     |
| 2007-2008             | Montpellier HSC       | Division 1            | 17          | 1           | 3                     | 0                     | 20    | 1     |
| 2008-2009             | Montpellier HSC       | Division 1            | 21          | 5           | 4                     | 0                     | 25    | 5     |
| 2009-2010             | Montpellier HSC       | Division 1            | 6           | 0           | 2                     | 0                     | 8     | 0     |
| 2010-2011             | Montpellier HSC       | Division 1            | 10          | 0           | 3                     | 0                     | 13    | 0     |
| 2011-2012             | Montpellier HSC       | Division 1            | 21          | 4           | 5                     | 0                     | 26    | 4     |
| 2012-2013             | Montpellier HSC       | Division 1            | 20          | 4           | 5                     | 0                     | 25    | 4     |
| 2013-2014             | Montpellier HSC       | Division 1            | 3           | 0           | 0                     | 0                     | 3     | 0     |
| Sous-total            | Sous-total            | Sous-total            | 100         | 14          | 22                    | 0                     | 122   | 14    |
| 2013-2014             | Nîmes Métropole       | Division 2            | 9           | 4           | -                     | -                     | 9     | 4     |
| 2014-2015             | Nîmes Métropole       | Division 2            | 20          | 1           | 1                     | 0                     | 21    | 1     |
| 2015-2016             | Nîmes Métropole       | Division 1            | 20          | 1           | 3                     | 1                     | 23    | 2     |
| Sous-total            | Sous-total            | Sous-total            | 49          | 6           | 4                     | 1                     | 53    | 7     |
| 2016-2017             | EA Guingamp           | Division 1            | 22          | 1           | 2                     | 0                     | 24    | 1     |
| 2017-2018             | EA Guingamp           | Division 1            | 20          | 2           | 2                     | 1                     | 22    | 3     |
| Sous-total            | Sous-total            | Sous-total            | 42          | 3           | 4                     | 1                     | 46    | 4     |
| 2018-2019             | FC Nantes             | Division 2            | 0           | 0           | 1                     | 0                     | 1     | 0     |
| 2019-2020             | FC Nantes             | Division 2            | 6           | 3           | -                     | -                     | 6     | 3     |
| 2020-2021             | FC Nantes             | Division 2            | 0           | 0           | -                     | -                     | 0     | 0     |
| 2021-2022             | FC Nantes             | Division 2            | 10          | 2           | 2                     | 1                     | 12    | 3     |
| Sous-total            | Sous-total            | Sous-total            | 16          | 5           | 3                     | 1                     | 19    | 6     |
| Total sur la carrière | Total sur la carrière | Total sur la carrière | 207         | 28          | 33                    | 3                     | 240   | 31    |